# Pseudomicrocentria minutissima
Pseudomicrocentria minutissima là một loài nhện trong họ Linyphiidae.
Loài này thuộc chi Pseudomicrocentria. Pseudomicrocentria minutissima được František Miller miêu tả năm 1970.